# 681 (tal)
681 är det naturliga heltal som följer 680 och följs av 682.

## Matematiska egenskaper
- 681 är ett udda tal.
- 681 är ett semiprimtal[1].
- 681 är ett sammansatt tal.
- 681 är ett defekt tal.
- 681 är ett Polygontal.
- 681 är ett Centrerat pentagontal.

## Inom vetenskapen
- 681 Gorgo, en asteroid.